# Jeff Mangum
Jeff Mangum (Ruston (Louisiana), 24 oktober 1970) is een Amerikaans muzikant en de sleutelfiguur achter de indierockgroep Neutral Milk Hotel.

## Biografie

### Jeugd
Mangum werd geboren in Ruston in de staat Louisiana. Zijn vader James Mangum (1933-2007) was professor economie aan Louisiana Tech University. Jeff heeft een zus, Caroline; hun ouders scheidden toen hij 14 was.

### Neutral Milk Hotel
Samen met zijn jeugdvrienden Robert Schneider, Bill Doss en Will Cullen Hart was Mangum een van de oprichters van The Elephant 6 Recording Company, een collectief van muzikanten met een voorliefde voor psychedelische muziek. Naast drummen voor de groep Synthetic Flying Machine startte hij de indierockgroep Neutral Milk Hotel. Dit was aanvankelijk een eenmansproject, maar de groep werd later versterkt door Julian Koster, Jeremy Barnes en Scott Spillane. Vrijwel alle nummers van de groep kwamen van de hand van Mangum, eveneens leadzanger- en gitarist.
De groep bracht slechts twee albums uit, On Avery Island in 1996 en In the aeroplane over the sea, het magnum opus van de groep, in 1998. In 1999 hief Mangum de groep vanwege persoonlijke ongemakken op en trok hij zich terug uit het openbare leven. In 2001 verschenen nog twee soloalbums: een compilatie van Bulgaarse volksmuziek op het Koprivshtitsafestival genaamd Orange twin field works, volume one en het livealbum Live at Jittery Joe's, een opname van een soloconcert in Athens op 7 maart 1997. De volgende jaren liet hij slechts sporadisch iets van zich horen terwijl de populariteit van Neutral Milk Hotel bleef toenemen.
Vanaf 2011 gaf Mangum weer met regelmaat solo-optredens. Onder zijn haltes viel het New Yorkse Zuccotti Park, waar Occupy Wall Street in volle gang was, Coachella en All Tomorrow's Parties, waarvoor hij in 2012 als curator diende. In 2013 kwamen de leden van Neutral Milk Hotel tijdelijk weer bij elkaar voor een tournee die in 2015 werd afgewerkt.

### Persoonlijk
Mangum is getrouwd met filmmaakster Astra Taylor en is veganist.

## Discografie
- 2001, Orange twin field works, volume one
- 2001, Live at Jittery Joe's